# Pla de Trullars
El Pla de Trullars és un pla del terme municipal de Monistrol de Calders, al Moianès.
És a la muntanya del mateix nom, a l'extrem oriental del terme, limitant ja amb Granera. És un pla disposat en forma de lletra u invertida, limitada a llevant pel cim de Trullars i el Serrat del Trompa, a ponent pel Serrat del Guaita i al nord pel lloc on hi havia hagut la masia de Trullars, de la qual queden només vestigis. La part central del pla de Trullars, l'antiga quintana del mas, és una zona plana en descens cap a migdia, amb camps de conreu i vinyes, on són característiques les barraques de vinya, sobretot a la zona central, on n'hi ha dues de molt boniques.
Pel costat de migdia del Pla de Trullars discorre el Camí de Monistrol de Calders al Coll. Les aigües de pluja del Pla de Trullars davallen cap a formar el Torrent de l'Hort de l'Om.